# Epirrhoe orientalis
Epirrhoe orientalis är en fjärilsart som beskrevs av Ludwig Osthelder 1918. Epirrhoe orientalis ingår i släktet Epirrhoe och familjen mätare. Inga underarter finns listade i Catalogue of Life.